# Друга инаугурација председника Двајта Д. Ајзенхауера
Друга инаугурација Двајта Д. Ајзенхауера за председника Сједињених Америчких Држава одржана је приватно у недељу, 20. јануара 1957. године, у Белој кући и јавно следећег дана, у понедељак, 21. јануара 1957. године, у Источном портику Сједињених Држава Капитол државе; обојица су се налазили у Вашингтону, ово је била 43. инаугурација и обележила је почетак другог и последњег четворогодишњег мандата и Двајта Д. Ајзенхауера као председника и Ричарда Никсона као потпредседника. Врховни судија Ерл Ворен положио је председничку заклетву након што се лидер мањинске мањине Сената Вилијам Ноуленд заклео на потпредседника.